# Hexanol
Hexanol (CH3(CH2)5OH, sumární vzorec C6H14O) je organická sloučenina, alkohol, šestý člen homologické řady alkanolů (alkoholů odvozených od alkanů).
Hexanol má celkem 17 izomerů:
| Struktura | Typ        | Systematický název     | Teplota varu (°C) |
| --------- | ---------- | ---------------------- | ----------------- |
|           | primární   | hexan-1-ol             | 158               |
|           | sekundární | hexan-2-ol             | 136               |
|           | sekundární | hexan-3-ol             | 135               |
|           | primární   | 2-methylpentan-1-ol    | 147               |
|           | primární   | 3-methylpentan-1-ol    | 152               |
|           | primární   | 4-methylpentan-1-ol    | 151               |
|           | terciární  | 2-methylpentan-2-ol    | 121               |
|           | sekundární | 3-methylpentan-2-ol    | 134               |
|           | sekundární | 4-methylpentan-2-ol    | 131               |
|           | sekundární | 2-methylpentan-3-ol    | 126               |
|           | terciární  | 3-methylpentan-3-ol    | 122               |
|           | primární   | 2,2-dimethylbutan-1-ol | 137               |
|           | primární   | 2,3-dimethylbutan-1-ol | 145               |
|           | primární   | 3,3-dimethylbutan-1-ol | 143               |
|           | terciární  | 2,3-dimethylbutan-2-ol | 119               |
|           | sekundární | 3,3-dimethylbutan-2-ol | 120               |
|           | primární   | 2-ethylbutan-1-ol      | 146               |

## Příprava
Průmyslově se hexanol vyrábí oligomerizací ethylenu za použití triethylhliníku:
Al(C2H5)3 + 6 C2H4 → Al(C6H13)3
2 Al(C6H13)3 + 3 O2 + 6 H2O → 6 HOC6H13 + Al(OH)3.
Tento proces vytváří mnoho oligomerů, které se dají oddělit destilací.

### Alternativní metody
Další metodou přípravy hexanolu má za následek hydroformylaci pentenu následovanou hydrogenací aldehydů. Tato metoda je používána v průmyslu k výrobě směsi izomerů, které jsou prekurzory plastifikátorů.
Hexen může být převeden na hexanol (Katalyzátory jsou diboran v tetrahydrofuranu, peroxid vodíku a hydroxid sodný):
Tato metoda se používá v laboratorní syntéze, ovšem nikoliv v praxi.